# Stephan von La Ferté
Stephan von La Ferté († 1130) war Lateinischer Patriarch von Jerusalem.
Stephan war Abt des Klosters Saint-Jean-en-Vallée in Chartres und ein Vetter des Königs Balduin II. von Jerusalem.
Nachdem der Patriarch von Jerusalem, Garmond von Picquigny, Anfang 1128 gestorben war, wurde Stephan dessen Nachfolger. König Balduin II. erhoffte sich von seinem Verwandten, dass dieser seine Politik unterstütze, wurde aber bald enttäuscht. Schon kurz nach seiner Einsetzung brachte Stephan ein Abkommen zwischen Gottfried von Bouillon und dem Patriarchen Dagobert aus dem Jahr 1099 zur Sprache, nach dem die noch zur Krondomäne gehörigen Städte  Jerusalem und Jaffa der direkten Regierung des Patriarchen unterstehen sollten und pochte auf dessen Umsetzung. Gottfrieds Nachfolger, die Könige Balduin I. und Balduin II., hatten das Abkommen ignoriert und dessen Umsetzung stets verweigert. Die Beziehungen zwischen Patriarch und König verschlechterten sich zunehmend, zu einem offenen Bruch zwischen Kirche und Staat kam es nur deshalb nicht, weil Stephan im Frühjahr 1130 nach kurzer Krankheit starb. Seine Freunde argwöhnten eine Vergiftung. Sein Nachfolger wurde Wilhelm von Mesen, ein frommer Mann, der Balduins Politik nicht widersprach.
Während seiner Amtszeit wurden beim Konzil von Troyes 1129 die Ordensregeln des Templerordens erlassen. In deren Vorspann wird Patriarch Stephan als derjenige genannt, der im Falle einer Regelungslücke entscheiden solle, da er „mit den Angelegenheiten des Morgenlandes und der armen Ritter Christi“ besser vertraut sei als Papst Honorius II.